# FK Istra
FK Istra (ruski: Футбольный клуб Истра) je ruski nogometni klub iz grada Istre.
Osnovan je 1997. a od 2008. se natječe u trećoj ruskoj ligi. Najpoznatiji igrači koji su igrali za Istru su Roman Širokov i Vladimir Beščastnih.

## Vanjske poveznice
- Službena stranica